# Сангажапова, Дарима Базаржаповна
Дари́ма Базаржа́повна Сангажа́пова ― советская бурятская театральная актриса, Заслуженная артистка Бурятской АССР (1976), Народная артистка Бурятской АССР (1981), Заслуженная артистка РСФСР (1991), депутат городского Совета г. Улан-Удэ (1976-1979; 1979-1982), актриса Бурятского государственного академического театра драмы им. Х. Намсараева.

## Биография
Родилась 10 июля 1946 года в улусе Булум, Хоринский район, Бурятская АССР, РСФСР.
Выпускница старейшей в Бурятии Хоринской средней школы. В 1964 году поступила в Ленинградский государственный институт театра, музыки и кино, которое окончила в 1969 году. В том же году начала служить в Бурятском государственном академическом драматическом театре имени Хоца Намсараева. Здесь сыграла такие роли, как: хатан Долгор «Кнуте тайши», Хоца Намсараев), Оюн («Клятва», Цырен Шагжин), Анна («Климат резко континентальный», Геннадий Башкуев), Сара Уэбер («Августовские киты» Д. Бэрри), Мэдэг («Ветер минувших времён» В. Басаа), Хажар Эхэ («Сагаадай Мэргэн, Ногоодой Сэсэн», Хоца Намсараев) и многие другие. Всего актриса исполнила более 100 ролей.
Вершиной в творческой карьеры Даримы Сангажаповой стала целая серия ролей, таких как волчица Акбара в спектакле «Плаха» по роману Чингиза Айтматова, Гекуба в «Троянках» Эврипида, женщина в красном в «Невероятной и грустной истории про простодушную Эрендиру и ее жестокосердную бабушку» в постановке колумбийского режиссёра Алехандро Гонсалеса Пучче.
В 1976 году актриса снималась в фильме «След росомахи» (Ленфильм в роли Долины Андреевны.
В 1993 году Сангажапова ушла из театра и открыла экспериментальную театральную студию для детей. По результатам этой работы актриса написала методическое пособие для руководителей детских театральных коллективов «Мир, театр, дети» (издана в 1995 году).
В 1994-2004 годах работала начальником отдела профессионального искусства Министерства культуры Республики Бурятия. В 2005 году начала преподавать в Бурятском республиканском училище культуры и искусств. В училище, кроме основной работы преподавателя по дисциплине «Сценическая речь», создала студенческий театр поэзии «Зориг». В 2013 году вернулась на сцену Бурятского драматического театра.
Написала книгу «Под крылом белоснежной птицы», изданный в 2016 году.
За вклад в развитие бурятского театрального искусства Дарима Базаржаповна Сангажапова была удостоена почётных званий «Заслуженная артистка Бурятской АССР» в 1976, «Народная артистка Бурятской АССР» в 1981 и «Заслуженная артистка РСФСР» в 1991 году. В 1976 году награждена медалью «За трудовое отличие». В 1998 году стала Лауреатом Республиканского конкурса «Лучшие люди Бурятии» в номинации «Гуа сэсэн хатан-1998». Дважды избиралась депутатом городского Совета г. Улан-Удэ (1976-1979; 1979-1982 гг).

## Театральные роли
- Мария (В. Шекспир «Двенадцатая ночь»),
- Валентина (А. Вампилов «Прошлым летом в Чулимске»),
- Макарская (А. Вампилов «Старший сын»),
- Хатан Голгор (Х. Намсараев «Кнут тайши»),
- Турусина (Н. Островский «На всякого мудреца…»),
- Надежда (М. Горький «Последние»),
- Тузикова (А. Салынский «Барабанщица»),
- Вера (Дударев «Рядовые»),
- Эмма Герберт (Ю. Бондарев «Берег»),
- Анисься (В. Шукшин «Беседы при ясной луне»),
- Наташа Голубева (Гельман «Наедине со всеми»),
- Укубала (Ч. Айтматов «Буранный полустанок»),
- Толгонай (Ч. Айтматов «Материнское поле»),
- Акбара (Ч. Айтматов «Плаха»).